# Vitinho (futbolista, 2001)
Vitor Samuel Ferreira Arantes (Acreúna, 23 de abril de 2001), conocido como Vitinho, es un futbolista brasileño que se desempeña en la posición de extremo derecho o mediapunta en el Xoloitzcuintles de Tijuana de la Primera División de México.

## Trayectoria

### São Paulo Futebol Clube
Debutó, profesionalmente, el 25 de abril de 2021 en la victoria por 0-3 del São Paulo Futebol Clube sobre el Ituano Futebol Clube, partido correspondiente al Paulista A1.

### Club Atlético de San Luis
Llegó como refuerzo del Club Atlético de San Luis para el Apertura 2022. Jugó su primer partido con la escuadra potosino el 3 de julio de 2022 al sustituir a Andrés Iniestra en la derrota por 1-2 del Atleti ante el Club León.